# Rudolf Gigler
Rudolf Gigler (* 13. Mai 1950 in Hartberg, Steiermark) ist ein österreichischer Schriftsteller.
Seine schriftstellerische Tätigkeit startete im Jahre 1985, als er damit begann, die seinen Söhnen erzählten Geschichten aufzuschreiben. Im selben Jahr erschien sein erstes Kinderbuch „Der Faulpelz“. Auch im Rundfunk (Traummännlein, Klapotetz, Ö1) waren schon einige seiner Geschichten zu hören. Bei seinen Lesungen, die ihn bereits in alle österreichischen Bundesländer sowie in die Schweiz, nach Südtirol, Deutschland, Belgien und Istanbul führten, werden die Kinder sehr stark in das Geschehen einbezogen. 1997 erhielt er für sein Buch „Der vergnügte Beistrich“ die Steirische Leseeule einen Preis, bei dem Kinder ihr Lieblingsbuch und ihren Lieblingsautor wählen.
Eine Besonderheit sind die von ihm geleiteten Literaturwerkstätten, bei denen die Kinder gemeinsam mit ihm ein Buch produzieren. Unter seiner Anleitung schreiben, zeichnen, gestalten und verlegen die Kinder ihr eigenes Buch. Bisher hat Rudolf Gigler über vierzig Kinder- und Jugendbücher geschrieben, davon zwölf gemeinsam mit Schülern. Dazu kommen noch diverse Beiträge in Schulbüchern und Anthologien sowie 30 Theaterstücke für Jugendliche und drei abendfüllende Komödien für Erwachsene.
Gigler ist verheiratet und Vater dreier Kinder. Er lebt in Stubenberg am See.